# Bucsecsea
Bucsecsea (románul: Bucecea) város Botoșani megyében, Moldvában, Romániában.

## Fekvése
A megye északkeleti részén helyezkedik el, a Szeret folyó mentén.

## Történelem
Első írásos említése 1569-ből való, IV. Bogdán moldvai fejedelem idejéből, Vălcești néven.
A falu mellett jött létre Bucecea, a 18. században Vălceștiről a teljes lakosság átköltözött Buceceába, az első település megszűnt, csak valószínűsíthető hogy az áttelepülés okai a Szeret folyó áradásai vagy a tatárok támadásai voltak.

## Népesség
A lakosság etnikai összetétele a 2002-es népszámlálási adatok alapján:
- Románok: 5119 (99,82%)
- Romák: 6 (0,11%)
- Magyarok: 1 (0,01%)
- Ukránok: 1 (0,01%)
- Németek: 1 (0,01%)

A lakosok 92,78%-a Ortodox (4758 lakos), 4,34%-a Pünkösdista (223 lakos), 2,32%-a pedig Evangéliumi keresztény (119 lakos) vallású.

## Látnivalók
- „Bălțile Siretului”, tájvédelmi körzet

## Gazdaság
Fontosabb gazdasági ágazatok: mezőgazdaság, tejfeldolgozás, textilipar, kereskedelem.